# Cevdet Yılmaz

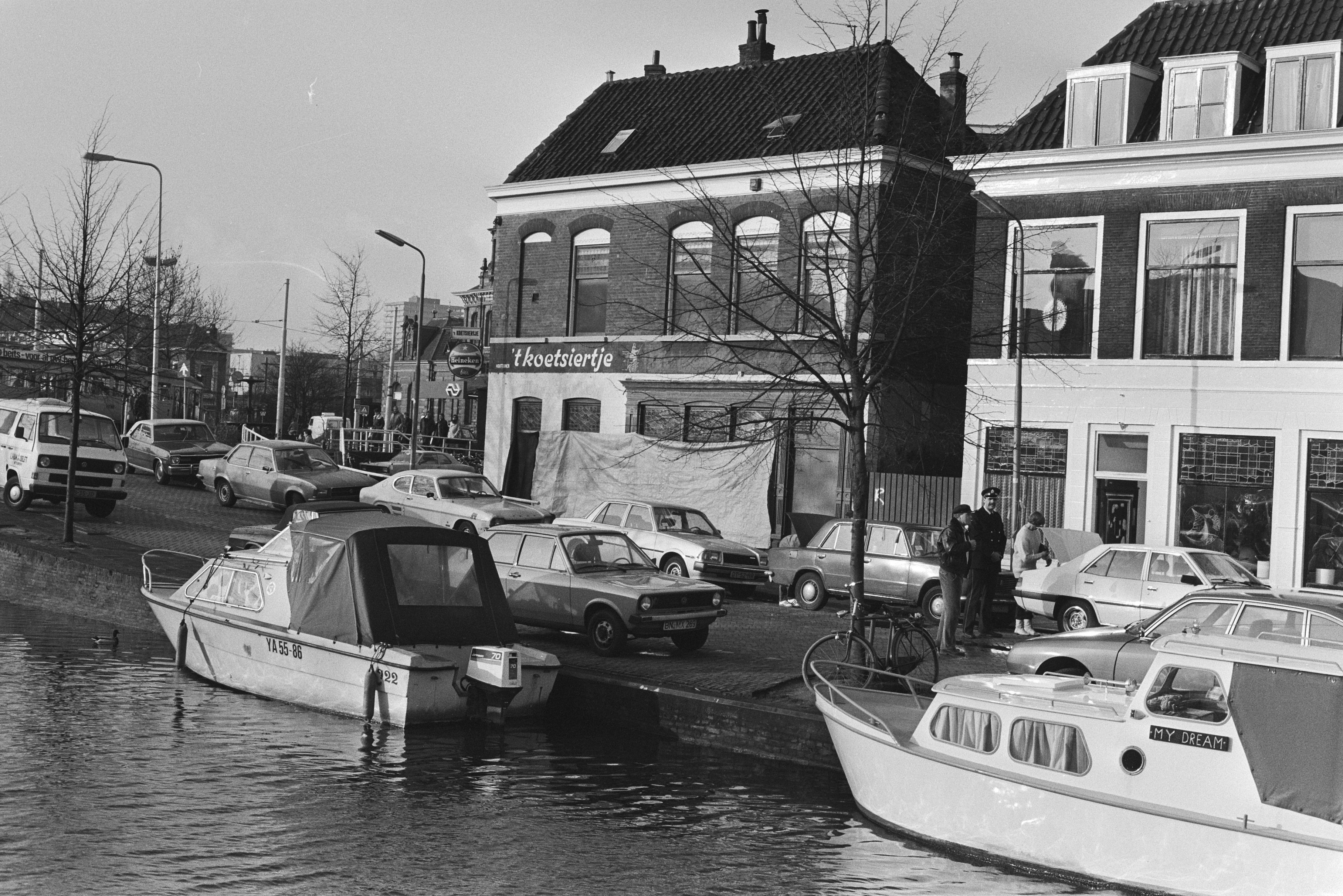

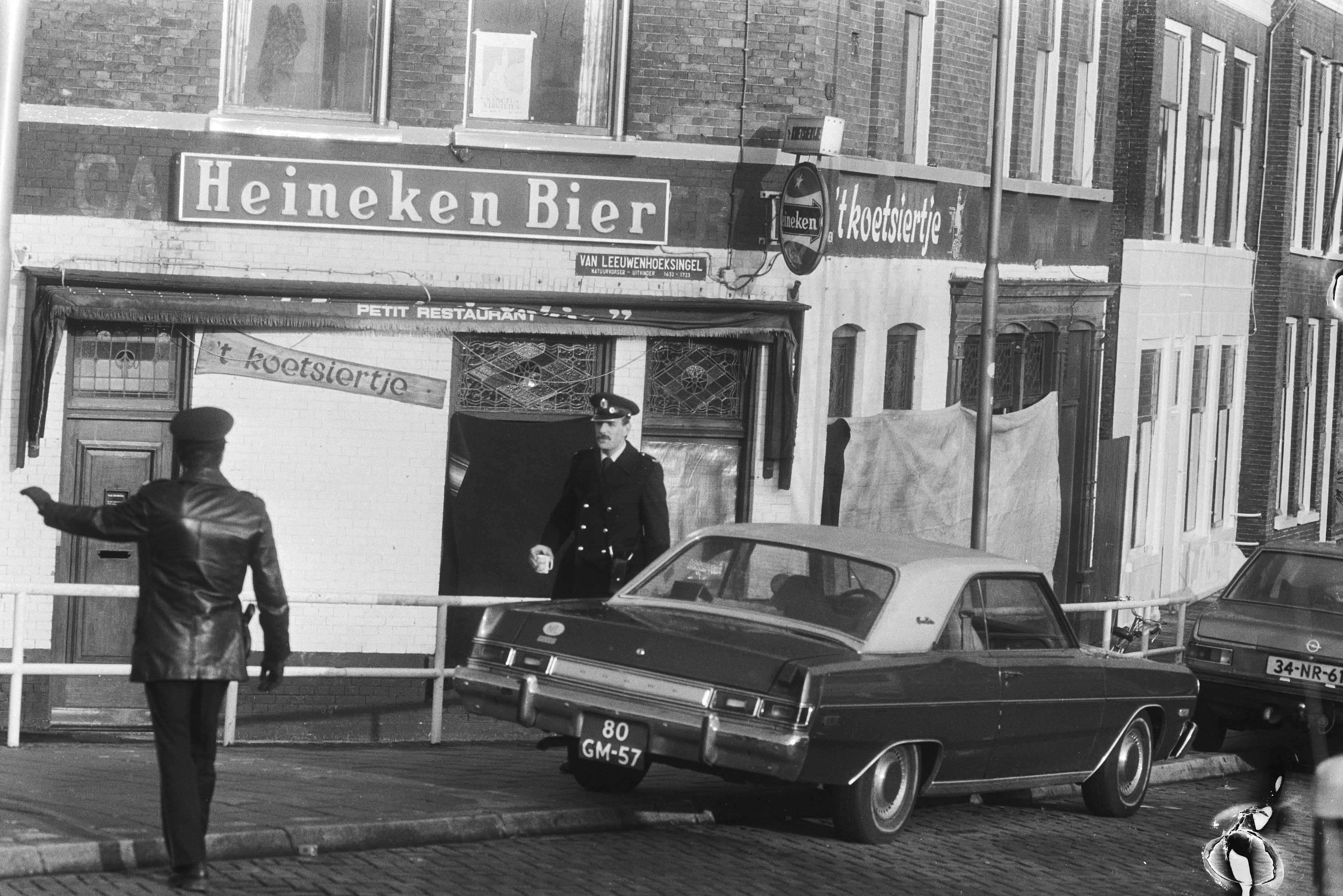
't Koetsiertje na de schietpartij

Cevdet Yılmaz (tot Nederlander genaturaliseerd als Cevdet Yilmaz; Boğazlıyan, 21 februari 1956), bijgenaamd Ted de Turk, is een Turkse crimineel die verantwoordelijk is voor een zesvoudige moord in 1983 in café 't Koetsiertje te Delft. De motieven van Yılmaz zijn officieel onopgehelderd. Hij werd veroordeeld tot levenslange gevangenisstraf, maar kreeg in 2021 gratie.

## Moordaanslag
Café  't Koetsiertje werd uitgebaat door Hans de Hoog. Het stond bekend als een gelegenheid waar vooral jongens van de straat kwamen, die meer van een partijtje knokken hielden dan van een borreltje. Het café lag aan het stationsplein van Delft, pal tegenover het inmiddels eveneens gesloopte politiebureau. Het zou worden verkocht en op 5 april 1983 was de potentiële koper op cafébezoek: bloemenkoopman Gerard Sneekes, met zijn vrouw Tonie en dochter Carmen (12). Kwart voor negen in de avond kreeg de politie een telefoontje binnen: "Er wordt geschoten in 't Koetsiertje". Toen de Delftse politie daar arriveerde, bleken er van de achttien cafébezoekers zes dood en vier zwaargewond. De overlevenden wisten te melden dat een man van Turkse afkomst de schutter was.

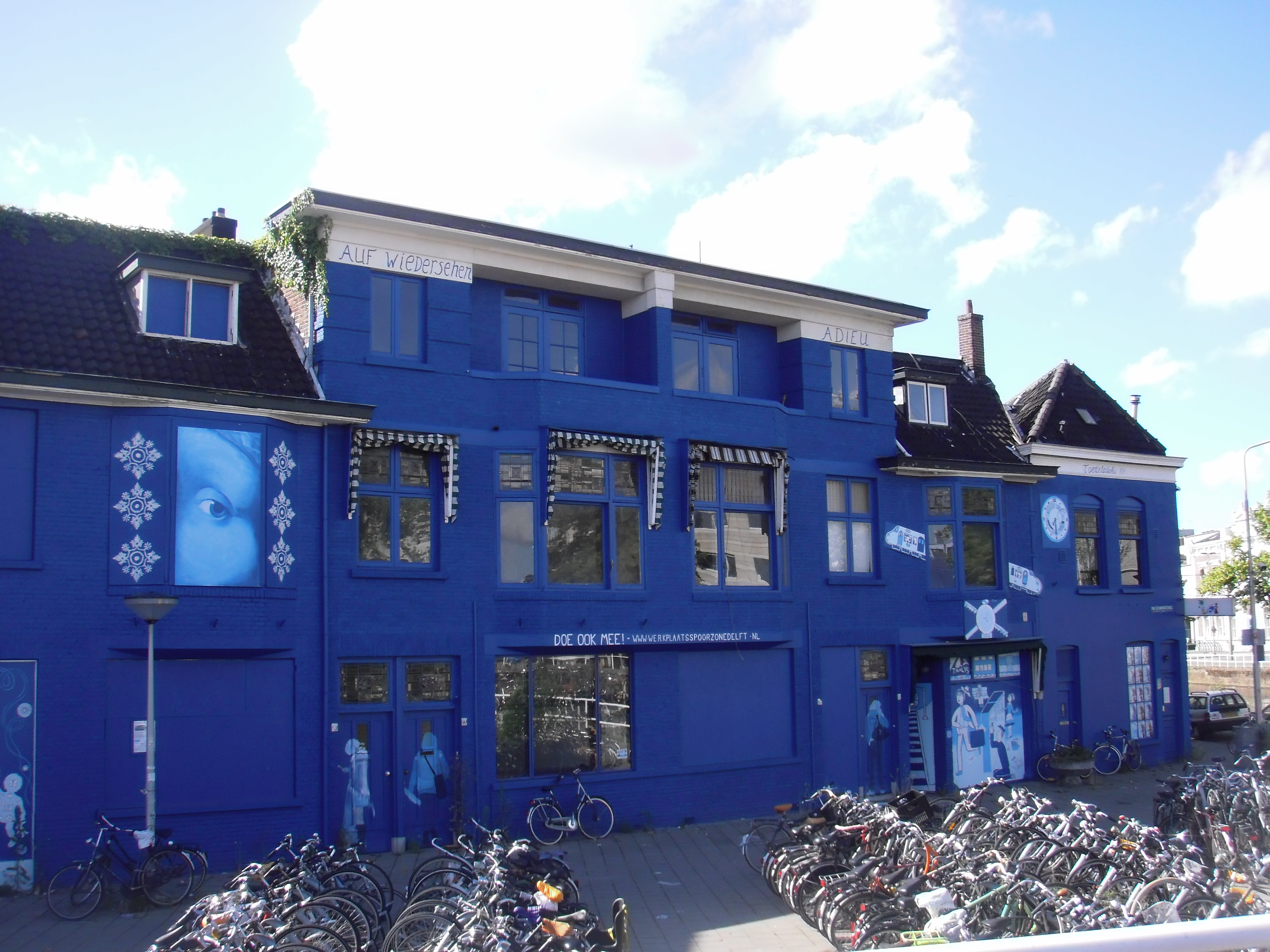
Café 't Koetsiertje was gevestigd in het meest rechtse gebouw, hoek Van Leeuwenhoeksingel-Houttuinen. Deze gebouwen zijn inmiddels gesloopt om plaats te maken voor de spoortunnel Delft. In 2009 werden de panden in afwachting van de sloop Delfts blauw geschilderd.

Een paar dagen later werd Cevdet Yılmaz gearresteerd. Hij was een onwaarschijnlijke verdachte, omdat de politie in eerste instantie dacht naar een notoire amokmaker op zoek te moeten, een beeld waar Yılmaz niet aan voldeed. 
Volgens overlevenden zou Yılmaz het aan de stok hebben gekregen met Ton Smits. Yılmaz was net tot Nederlander genaturaliseerd. Smits zou tegen hem hebben gezegd: "Je mag dan wel een Nederlands paspoort hebben, je bent en blijft een kanker-Turk". Vervolgens zou hij Yılmaz in het gezicht hebben geslagen, waardoor deze op de grond viel. Andere stamgasten zouden Yılmaz hebben uitgelachen. Yılmaz zou daarop met een rood gezicht het café hebben verlaten en twaalf minuten later weer zijn teruggekeerd, waarna hij het vuur opende. In totaal schoot Yılmaz twaalf kogels af, waarvan tien raak. Hiervoor nam hij een halve minuut de tijd, waarna hij rustig het café verliet. Het motief voor de moorden is officieel nooit vast komen te staan.

## Veroordeling
In maart 1984 probeerden Yılmaz en zijn advocaat op grond van geestesziekte een veroordeling tot tbs gedaan te krijgen. Volgens zijn advocaat schoot Yılmaz als een dolle hond in het café rond. Dat strookte echter niet met het feit dat er maar weinig kogelgaten waren gevonden.

De rechter was het echter eens met de officier van justitie, die beweerde dat Yılmaz rustig, kalm en berekenend op alle cafébezoekers heeft geschoten; "Dit lijkt meer op een executie dan op een dollemansgevecht".
Tot aan de Hoge Raad aan toe werd Cevdet Yılmaz tot levenslange gevangenisstraf veroordeeld. Tot 2001 was Yılmaz gedetineerd in de penitentiaire inrichting de IJssel in Krimpen aan den IJssel. Sinds 2001 zat hij in de Van der Hoeven Kliniek te Utrecht. Hij wilde niet praten over zijn daden.

## Verlof
In augustus 2009 ontstond beroering omdat de inrichting waarin Yılmaz verbleef hem regelmatig begeleid verlof gaf en hij tijdens die verloven een gezin bleek te hebben gesticht. In december van dat jaar besloten minister Hirsch Ballin en staatssecretaris Albayrak van Justitie dat het verlof werd ingetrokken. In 2010 oordeelde de beroepscommissie van de Raad voor Strafrechtstoepassing en Jeugdbescherming echter dat dit onrechtmatig was en dat het verlof dus moest worden hersteld.
In september 2011 oordeelde de rechtbank in Den Haag alsnog dat Yılmaz niet meer met onbegeleid verlof mocht omdat dat voor grote onrust zou zorgen en hij bovendien levenslang vastzat en dus niet hoefde terug te keren in de maatschappij. In december van dat jaar oordeelde het gerechtshof in Den Haag in hoger beroep tegen dit vonnis, dat de weigering van verder onbegeleid verlof op dat moment weliswaar niet onrechtmatig was, maar dat de staat bij een volgend verzoek wél een serieuze belangenafweging zou moeten maken.
Op 15 april 2014 meldde staatssecretaris van Veiligheid en Justitie Fred Teeven de beslissing over een hernieuwd verzoek voor zes maanden aan te willen houden. In een kort geding in verband hiermee wees de rechtbank in Den Haag op 28 april de eis om op onbegeleid verlof te mogen opnieuw af. De rechtbank was van oordeel dat het aan de Staat is om een beslissing te nemen op het verzoek om een machtiging voor onbegeleid verlof van de kliniek waarin hij wordt behandeld. Wel beval de rechter de staat om deze beslissing uiterlijk op 20 mei 2014 te nemen, op straffe van een dwangsom van maximaal € 25.000,– die zij zou verbeuren als deze datum niet zou worden gehaald.
In een kort geding op 10 juli 2014 bepaalde de rechtbank in Den Haag dat de staat moest meewerken aan het onbegeleid verlof, omdat zij in 2001 zélf om tbs-behandeling van Yılmaz verzocht had, en onbegeleid verlof daarbij een gebruikelijke stap is als de behandeling positief verloopt. De rechter oordeelde dat de staatssecretaris bij zijn laatste weigering van 20 mei 2014 geen (goede) belangenafweging had gemaakt, en binnen acht dagen een machtiging voor het verlof moest afgeven. Teeven kondigde aan niet in beroep tegen deze uitspraak te zullen gaan.

## Gratieverzoek
In april 2019 werd een gratieverzoek ingediend. Op 5 september 2019 werd bekendgemaakt dat het gratieverzoek was afgewezen door minister voor Rechtsbescherming Sander Dekker. Het verlenen van gratie zou de samenleving volgens hem te veel schokken. Eind december 2019 kondigde zijn advocaat een kort geding aan, omdat de motivering van de afwijzing niet toereikend werd geacht. De Hoge Raad bepaalde daarop dat een rechter moest beoordelen of minister Dekker zijn besluit voldoende had onderbouwd.
Yilmaz vond dat hij gratie moest krijgen, zodat hij weer helemaal vrij man was. Hij zou met zijn vrouw willen terugkeren naar Turkije.
In januari 2021 besloot minister Dekker alsnog gratie te verlenen aan Cevdet Yilmaz. De juridische mogelijkheden om gratie af te wijzen waren uitgeput, volgens Dekker.